# Alyxieae
Alyxieae és una tribu de la subfamília de les Rauvolfioideae que pertany a la família de les Apocynaceae. Comprèn 8 gèneres.

## Gèneres
- Alyxia Banks ex R. Br.
- Chilocarpus Blume
- Condylocarpon Desf.
- Discalyxia Markgr. = Alyxia Banks ex R. Br.
- Gynopogon J. R. Forst. & G. Forst. = Alyxia Banks ex R. Br.
- Lepinia Decne.
- Lepiniopsis Valeton
- Neokeithia Steenis = Chilocarpus Blume
- Paralstonia Baill. = Alyxia Banks ex R. Br.
- Plectaneia Thouars
- Pteralyxia K. Schum.
- Rhipidia Markgr. = Condylocarpon Desf.